# شنبه و یکشنبه در کنار دریا

اولین نسخه انگلیسی زبان (منتشر شده لمان)

تعطیلات در زویدکوت (به فرانسوی: Week-end à Zuydcoote) رمانی از نویسنده فرانسوی، روبر مرل ، منتشرشده در سال ۱۹۴۹ است. ابوالحسن نجفی این رمان را با عنوان شنبه و یکشنبه در کنار دریا به فارسی برگردانده است. این رمان که جایزه گنکور، معتبرترین جایزه ادبی فرانسه را از آن خود کرد، اولین بار در سال ۱۹۵۰ به انگلیسی منتشر شد.
در سال ۱۹۶۴ این رمان در فیلمی به نام Weekend at Dunkirk (به فرانسوی: Week-end à Zuydcoote)، به کارگردانی هنری ورنویل، با بازی ژان پل بلموندو، مورد اقتباس قرار گرفت. موسیقی این فیلم توسط موریس جار ساخته شده‌است.